# كيفن رودريغوس-بيريس
كيفن رودريغوس-بيريس (بالألمانية: Kevin Pires-Rodrigues)‏ هو لاعب كرة قدم ألماني في مركز الوسط، ولد في 12 سبتمبر 1991 في كولونيا في ألمانيا. لعب مع روت فايس إيسن.

## وصلات خارجية
- كيفن رودريغوس-بيريس على موقع قاعدة بيانات كرة القدم.إي يو (الإنجليزية)
- كيفن رودريغوس-بيريس على موقع Soccerway.com (الإنجليزية)
- كيفن رودريغوس-بيريس على موقع عالم كرة القدم.نت (الإنجليزية)